# Gloria Albalate
Gloria Moreno Albalate (Piedrabuena), conocida como Gloria Albalate es una cantante y actriz española reconocida por su versatilidad en teatro, cine y televisión. Formada en la Escuela Superior de Arte Dramático (ESAD) de Córdoba, ha desarrollado una carrera destacada en las artes escénicas y audiovisuales.

## Trayectoria
Inició su carrera en el teatro aficionado en Piedrabuena, formando parte del Grupo Fábula. Tras licenciarse en la Escuela Superior de Arte Dramático de Córdoba, perfeccionó su formación en Madrid con profesionales del ámbito de la interpretación y el canto. Desde sus inicios, ha estado vinculada al proyecto teatral La Cantera, protagonizando obras como Bufonerías, Matrimonios, Flor de un Cuplé, Anita Pelosucio y Naranjas Exprimidas, esta última nominada a los Premios Max en 2011. Su papel en El rey Perico y la dama tuerta le valió reconocimiento en el Festival Don Quijote de París.
Entre 2015 y 2017, presentó el monólogo musical Ellas… mis muertitas, homenaje a figuras como Chavela Vargas, Mercedes Sosa y Violeta Parra.  Alternó este espectáculo con trabajos como Navidad en casa de los Cupiello (2016), de Eduardo De Filippo, dirigido por Aitana Galán y en 2017 estrenó A la Gloria de Lavapiés, escrita y codirigida por Angie Martín junto a Fernando Roca, un montaje poético-musical sobre Gloria Fuertes.
En 2018, fue nominada a Mejor Actriz de Reparto por la Unión de Actores y Actrices por Mueblofilia, dirigida por Rulo Pardo. Ese mismo año creó y protagonizó Putas Rancheras, un espectáculo musical, dirigido por Jorge Gonzalo, que mezcla rancheras, humor y crítica social y se consolidó como una propuesta original en la escena española. Junto a Melina Liapi al piano y Alex Tatnell a la guitarra y trompeta, Albalate recorrió durante varias temporadas escenarios de toda España y realizó gira por Ecuador en 2019.
Ese año, participó en un montaje de El diablo cojuelo estrenado en el Festival de Teatro Clásico de Almagro, bajo la dirección de Aitana Galán, quien también la guio en la lectura dramatizada de ¿Qué quiere decir Irene? de Cipriano Rivas Cherif en el marco del homenaje que el Centro Dramático Nacional (CDN) dedicó al autor. Asimismo, formó parte del elenco de La Corte de Faraón dirigida por Ricard Reguant.
En 2020 actuó en Criaturas domésticas, dirigida por Lucía Trentini. Esta pieza, inspirada en Las criadas de Jean Genet, nació de un proceso de investigación teatral desarrollado en la lavandería de un hotel madrileño, donde se estrenó ese verano con funciones para seis espectadores, justo cuando la mayoría de los espacios escénicos permanecían cerrados por la pandemia de Covid-19.
Compartió escenario en 2021 con Mariano Rochman en la comedia Crónico, dirigida por José Maya, presentada en el Teatro Fernán Gómez de Madrid así como en su localidad natal. Al año siguiente, estrenó el espectáculo musical Muera Marta, pero muera harta, con dirección de Itziar Castro, donde fusiona música mexicana y humor para reflexionar sobre la muerte.  En 2023 participó en el III Festival Anïmales Mixtøs, dedicado a música interpretada por actores y actrices, que tuvo lugar en las Naves del Español en Matadero.  En 2024, subió al escenario junto a Fernando Albizu y Gonzalo Ramos con la comedia Goteras, dirigida por Borja Rodríguez  y se sumó al proyecto de Lucía Trentini, Elektra bizarra y doméstica, opereta para cocina, una reinterpretación del mito clásico seleccionada como candidata a los Premios Max 2025, como Mejor espectáculo revelación.
En 2025, presentó el calendario coeducativo Mujeres en el teatro, promovido por la Organización de Mujeres de la Confederación Intersindical y STEs-Intersindical.
Albalate ha trabajado en varias producciones cinematográficas y televisivas destacadas. En cine, participó en Tres seis cinco dirigida por Mario Jara (2019)  y en Historias lamentables (2020) dirigida por Javier Fesser, por la que entró en la lista de candidaturas a nominaciones a Mejor Actriz Revelación en los Premios Goya de 2021. Fue jurado de la 12ª edición del Festival de Cine Español Emergente (FECICAM)
En televisión, ha intervenido en series como Desaparecidos, El pueblo, Cardo, La novia gitana, Amar es para siempre, Abducidos, Hospital Central, La que se avecina, García, Capitulo 0, R.I.S.Científica, Machos Alfa, Las abogadas, Serrines, madera de actor y Skam España. Estas producciones han sido emitidas en plataformas y cadenas como Prime Video, Atresmedia, Telecinco, TVE o Movistar Plus+.

## Reconocimientos
- 2018 - Nominada a Mejor Actriz de Reparto en los Premios de la Unión de Actores y Actrices por Mueblofilia.[2]
- 2021 - Preseleccionada a Mejor Actriz Revelación en los Premios Goya por Historias lamentables.[29]
- 2022 - Presentadora de la 30ª edición de los Premios de la Unión de Actores y Actrices.[30]
- 2023 - Pregonera del Carnaval de Miguelturra, Fiesta de Interés Turístico Nacional.[2]
- La biblioteca escolar Gloria Moreno Albalate de Piedrabuena lleva su nombre desde 2023 en reconocimiento a su trayectoria artística y su contribución a la cultura.[31]